# Logika gry
Logika gry – wspólny album rapera Dioxa i producentów The Returners. Został wydany 18 kwietnia, 2011 roku nakładem wytwórni Prosto. Pierwszym singlem promującym album jest utwór „To jest Diox”.
Kolejnym singlem promującym płytę był utwór „Powiedz” z gościnnym udziałem W.E.N.Y., Hadesa i Małpy. Gościnnie na krążku pojawił się także Pezet w kawałku „Muzyka podwórkowa”.
Album dotarł do 8. miejsca notowania OLiS w okresie notowań od 18 do 25 kwietnia.

## Lista utworów
Opracowano na podstawie źródła.
1. „Logika gry – intro” – 2:33
2. „Wstaje nowy dzień” – 2:47
3. „Miejska miłość” – 3:31[a]
4. „Twarze przeszłości” – 2:53
5. „To jest Diox” – 3:02[b]
6. „Jeden zwykły dzień” – 3:22[c]
7. „Muzyka podwórkowa” (gościnnie: Pezet) – 3:51
8. „Zdrada” – 3:42[d]
9. „Kilka prostych spraw” – 4:12
10. „Powiedz” (gościnnie: W.E.N.A., Hades, Małpa) – 4:52
11. „Wątpię 2” – 3:51[e]
12. „Pozory mylą” – 2:59
13. „Jedna miłość” – 3:15[f]
14. „Do ostatniego słuchacza” – 1:58